# Schwerzau
Schwerzau ist eine moderne Wüstung in Sachsen-Anhalt. Sie fiel dem Braunkohletagebau Profen zum Opfer.

## Geographie
Die 1996 devastierte Ortschaft befand sich im südlichen Sachsen-Anhalt, etwa 7 km nördlich von Zeitz.

## Geschichte
Bis 1815 gehörte Schwerzau zum Kurfürstentum bzw. Königreich Sachsen. Es unterstand dem Gericht des Amtes Pegau, wurde aber vom Amt Weißenfels verwaltet. 1815 gelangte Schwerzau als Folge des Wiener Kongresses zu Preußen (Landkreis Weißenfels). 1945 wurde die bis dahin eigenständige Gemeinde (1939: 87 Einwohner) in die Nachbargemeinde Döbris eingegliedert; die Ortschaft Döbris selbst wurde bereits 1967 devastiert. Schwerzau gehörte seit 1952 zum Kreis Hohenmölsen, seit 1994 zum Burgenlandkreis.
Die Straße von Schwerzau nach Döbris und Hohenmölsen führte über den Pätschenberg, eine markante Erhöhung nordwestlich von Schwerzau, die verdeutlichte, dass Schwerzau geographisch in einem Talkessel lag. Unweit des Dorfes führte der Floßgraben aus Richtung Draschwitz vorbei. Schwerzau gehörte naturräumlich zu einem Seitental des Flusses Weiße Elster und war umgeben von einer weiten, karg anmutenden Felderlandschaft, die mit einer äußerst fruchtbaren Lößbodenschicht für äußerst ergiebige Erträge sorgte.
Aufgrund der Ausdehnung des Braunkohlentagebaus Profen der Mitteldeutschen Braunkohlengesellschaft mbH wurde der Ort ab 1995 abgerissen und bis 1998 archäologisch umfassend erschlossen, wobei festgestellt wurde, dass die in den mittelalterlichen Annalen des Klosters Pegau erwähnte „Burg Schwerzau“ sich nicht nachweisen ließ.
Die 39 Einwohner Schwerzaus zogen 1994 in den benachbarten Ort Draschwitz der Gemeinde Elsteraue nahe Zeitz in das neu erschlossene Wohngebiet „Schwerzauer Siedlung“ an der Bundesstraße 2 um. Die Umsiedlung von Schwerzau gilt als erste sozialverträglich durchgeführte Maßnahme eines vom Braunkohlenbergbau in Anspruch genommenen Ortes in Ostdeutschland. Allerdings kam es zur Zerstörung sämtlicher Baudenkmale mit Ausnahme eines 1704 errichteten Umgebindehauses, das in Privatinitiative abgebaut und ab 1997 in Weickelsdorf wiederaufgebaut wurde.
Von November bis Dezember 2006 erfolgte der Rückbau der Kohlenbahnstrecke Profen–Deuben, die an Schwerzau vorbeiführte. Im Jahr 2018 war das Abbaufeld Schwerzau vollständig abgebaggert.